# Rukopis
Rukopis ili manuskript je tekst pisan rukom. U rukopisima su sačuvana djela antičkih i srednjovjekovnih autora prije pojave tiskarstva. Imali su dva oblika: svitak i kodeks. Oblik je uvjetovan uporabom pisaće podloge. Stariji je oblik svitak i uglavnom je papirusni, a kodeks je pergamentni i poslije papirni. Svitak se u antici naziva volumen, a u srednjem vijeku rotulus. Uvođenjem pergamenta kao pisaće podloge prevladao je oblik kodeksa, koji svoje podrijetlo vuče od diptiha, odnosno poliptiha. Nastao je slaganjem listova (folia) kože jednoga na drugi i međusobnim povezivanjem kožnom vrpcom (cauda, coda), što daje ime (caudex, codex) tom obliku rukopisa. Rukopise na papirusnim svitcima i u pergamentnim i papirnim kodeksima, nastale prije pojave tiskarstva, smatra se antičkom i srednjovjekovnom knjigom. Antička književnost napisana je na svitcima, a potom je, prepisivana na kodeksima, dospjela do vremena pojave tiskarstva. Na prijelazu iz 4. u 5. stoljeće prevladavali su kodeksi kršćanskog sadržaja. U antičko doba rukopisi su se umnožavali u manufakturama. U ranom srednjom vijeku rukopisi su liturgijsko-kršćanskoga sadržaja; nastajali su u samostanskim, uglavnom benediktinskim, skriptorijima. Pojavom sveučilišta i razvojem gradova širila se potreba za knjigom kao robom. Rukom pisane knjige prepisivale su se u posebnim radionicama, a pisali su ih tzv. amanuenses. Pomoćne povijesne znanosti bave se svim oblicima antičkih i srednjovjekovnih rukopisa. Pismima kojima su te prve knjige bile pisane bavi se paleografija. Rukopise na papirusu proučava papirologija, a rukopisima u kodeksima bavi se kodikologija. Rukopisom se također smatraju općenito djela autora koja nisu tiskana, bilo da su izvornici ili prijepisi. Utvrđivanje odnosa izvornika (autografa) i prijepisa naziva se filijacija. Prijepis izravno iz izvornika naziva se apografom.
Zbog nejedinstvenosti ispisivanja pismo se u rukopisima teško standardiziralo – i u slovnim oblicima (duktusu) i u ortografiji. Odatle goleme razlike između pojedinih nacionalnih kultura, pisarskih škola, čak i unutar istoga kodeksa koji je pisalo više „ruku”. Takva je raznolikost omogućila brži razvoj pisma, koji se tiskanjem knjiga višestruko usporio. Ovisno o funkciji teksta (stupnju njegove javnosti) uspostavljali su se i različiti tipovi rukopisnoga pisma, najjednostavnije podijeljeni na svečano monumentalno – majuskulno pismo (iz kojega se ubrzo razvila i minuskula) – i na praktičniji kurziv (brzopis). Kao što je promjene u rukopisu izazvala promjena s pisanja u tvrdom materijalu na pisanje na mekom materijalu (što su pratile i promjene sredstava za pisanje), tako je bilo i sa zamjenom papirusa pergamentom: umjesto trske, njegova je izglađenost omogućavala lakše klizanje pera po podlozi, a time i lakše izmjenjivanje smjera linijskih poteza. Prepisivanje se u starom vijeku najčešće izvodilo po diktatu, nerijetko i u više primjeraka; „tiho” prepisivanje potpuno se afirmiralo tek u visokom srednjem vijeku (ponajviše u samostanima i katedralnim školama), što je dovelo do znatnoga povećanja brzine pisanja, a time i do promjena slovne morfologije kao i do promjene pravopisnih uzusa (napušta se običaj spojenoga pisanja riječi, kratice su sve omiljenije, interpunkcija se umeće sustavnije i sl.).
U nakladništvu i tiskarstvu, rukopis je izvornik nekoga djela što ga autor dostavlja izdavaču za objavljivanje. Podliježe zakonima i propisima iz područja autorskoga prava.

## Vanjske poveznice
- Rukopis, Proleksis enciklopedija
- British Library Glossary of manuscript terms, mostly relating to Western medieval manuscripts
- Centre for the Studies of Manuscript Cultures, Hamburg
- Centre for the History of the Book, University of Edinburgh
- Chinese Codicology
- Digital Scriptorium
- Shapell Manuscript Foundation
- Manuscripts Department, University of North Carolina at Chapel Hill
- The Sarasvati Mahal Library, has the richest collection of manuscripts in Sanskrit, Tamil, Marathi and Telugu
- The Schøyen Collection – the world's largest private collection of manuscripts of all types, with many descriptions and images
- Herbermann, Charles, ed. (1913). "Manuscripts". Catholic Encyclopedia. New York: Robert Appleton Company.
- Newberry Library Manuscript Search  Arhivirana inačica izvorne stranice od 17. svibnja 2017. (Wayback Machine)
- Getty Exhibitions
- Polish manuscripts in Sweden
- Medieval Manuscript Leaves, University of Colorado Boulder Libraries
- Manuscripts of Lichfield Cathedral – Digital facsimile of the 8th-century St Chad Gospels and Cathedral's 15th-century Wycliffe New Testament, 2010. Includes the ability to overlay images captured with 13 different bands of light, historical images (starting in 1887), and multispectral visualizations. Also includes sixteen interactive 3D renderings. College of Arts & Sciences, University of Kentucky
- Historical Image Overlays – See how an early medieval manuscript is aging